# Antoine Lasègue
Antoine Lasègue, né le 12 juillet 1793  et mort le 6 août 1873, est un botaniste français.

## Biographie
Il naît le 12 juillet 1793 à Paris.
Il est conservateur des collections botaniques de Benjamin Delessert. Il apporte son aide à Alphonse Pyrame de Candolle en relisant les épreuves du septième volume du Prodromus avant son édition en 1838. Ce dernier lui dédie le genre Laseguea en 1844,.
En 1847, l'Académie royale des sciences de Turin le nomme membre correspondant, sur proposition de J. H. Morris et Vincenzo de Cesati.
Il devient président de la Société botanique de France en 1869. Grâce à une souscription, 107 de ses membres français et étrangers, auxquels se sont joints la Société linnéenne de Paris et la Société linnéenne de Bordeaux lui offrent en hommage une coupe ciselée sur laquelle était représenté le Laseguea guilleminiana
Il est le père du médecin Charles Lasègue.
Il meurt le 6 août 1873  à Châtillon. Il repose avec sa femme et son fils au cimetière de Châtillon.

## Œuvres
- « Notice sur la vie et les travaux de A. Guillemin, D. M. aide-naturaliste au Muséum d'histoire naturelle de Paris », Annales des sciences naturelles, impr. P. Renouard, tome 17, 1842, 14 p. (lire en ligne)
- Antoine Lasègue, Musée Botanique de M. Benjamin Delessert : Notices sur les collections de Plantes et la Bibliothèque qui le composent; contenant en outre des documents sur les principaux herbiers d'Europe et l'exposé des voyages entrepris dans l'intérêt de la Botanique, Paris, De Fortin, Masson  Cie, 1845, 588 p. (lire en ligne).
- Chansons intimes, Paris : Perrotin, 1858, 108 p.